# Vacabou

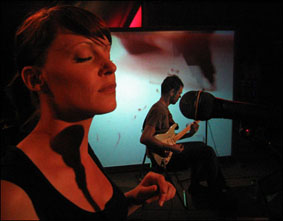
Vacabou en concert a Radio 3.

Vacabou és un grup de música mallorquí que fa música trip-hop. Va arribar al gran públic gràcies a l'ús de melodies seves en anuncis de televisió, a la pel·lícula XXL i al curtmetratge Petra at the Airport. Les seves lletres són sempre en anglès, excepte un tema en francès, «Mon Théorème».
El novembre de 2003 es publicà el seu primer disc Vacabou i el setembre de 2005 fou editat pel segell All Saints de Brian Eno i publicat així al Regne Unit. També fou publicat a França pel segell Naïve i als Estats Units per Rykodisc. El 2004 participaren en el Festival Internacional de Benicàssim. Enregistraren un concert per a Radio 3 i el setembre de 2007 aparegué el seu segon disc, Twelve Songs Inside.

## Discografia
| • Vacabou (2003) |
| --- |
| (Primeros Pasitos) 1. Meditation Park 2. To Russia In White 3. Life As Interference 4. Plain 5. Rannveig 6. Blue Glass Highway 7. Barunka Left 8. Iceland 9. Angel Of Night 10. Dream Ner 9 This week: Pdlv Piano |

| • Twelve Songs Inside (2007) |
| --- |
| (Primeros Pasitos) 1. Someone, Somewhere 2. Lagan, Kalmykia 3. The Earth (Just Without Us) 4. Musco Memerois 5. Blue Hallway 6. Febrero 7. Night Sailing Through Volgograd 8. Mon Theoreme 9. We Are, Always 10. If It Be Your Will 11. Winter Songs 12. Time Zone Trip |

2012: Alfalfa & Beta (Fake Records)
2013: The Drums of Twilight (Limbo Starr)

### Cançons a recopilatoris
Les cançons de Vacabou han aparegut als següents recopilatoris:
- Music For Urban Lovers[10] (Angel Of Night)
- CD Festival Benicàssim FIB 04 (Life As Interference)
- Banda Sonora Original de XXL (Meditation Park)
- Café Bizarre Vol.2[11]
- CD-Side 31: Recopilatori de la revista D-Side (França)[12] (To Russia In White)
- Compounds + Elements: An Introduction To All Saints Records[13] (To Russia In White)